# BE-4
BE-4 (Blue Engine 4) — рідинний ракетний двигун замкнутої схеми, що розробляє американська компанія Blue Origin. Головне призначення ВЕ-4 — встановлення в кількості семи одиниць на першому ступені ракети-носія New Glenn, що також розробляє Blue Origin. Цей перший ступінь має спроможність вертикального приземлення і багаторазового використання. 
Однією з особливостей BE-4 є використання зрідженого природного газу метану, а не інших ракетних палив. Цей новий підхід дозволяє використовувати у бакові з пальним так званий «аутогенний тиск», що виникає від випаровування зрідженого палива. Це корисно, тому що у порівнянні, наприклад, з використанням гасу як пального усувається потреба в дорогих і складних системах нагнітання додаткового газу (гелію), який би створював невеликий надлишковий тиск у баці для  нормального режиму роботи насосів живлення турбонасосного агрегату. А також, зменшуються проблеми із термоізоляцією і спрощується конструкція ТНА у порівнянні з використанням як пального рідкого водню (двигун BE-3). Окисником на ВЕ-4 буде рідкий кисень.
ВЕ-4 здатний до повторних увімкнень під час польоту і розрахований на 25 запусків ракет і їх приземлень.

## Історія розвитку
Blue Origin почала роботу над BE-4 у 2011 році. Компанія не анонсувала свій новий двигун публіці до вересня 2014 року. Спочатку планувалося, що ВЕ-4 буде встановлюватися лише на власній ракеті New Glenn, що розробляється Blue Origin, але потім виявилося, що він також може бути встановленим на новій ракеті Вулкан від United Launch Alliance (ULA). Ця ракета повинна замінити ракету Atlas V, на якій встановлені російські двигуни РД-180, подальше застосування яких ускладнилося через Міжнародні санкції щодо Росії.
Деякий час планувалося другий ступінь New Glenn оснащати одним ВЕ-4 Vacuum. Однак, для того, щоб зменшити витрату часу на розробку додаткової версії двигуна, компанія вирішила замінити його на 2 одиниці BE-3U. За їхніми розрахунками, вакуумна версія BE-3 матиме більший питомий імпульс. Про це повідомили у березні 2018 року.
З квітня 2015 роботи по розробці BE-4 проводилися за двома паралельними програмами. Перша програма — це тестування повномасштабної версії силового блоку двигуна, встановлення клапанів і турбонасосів, що забезпечуватимуть правильну суміш палива/окислювача для інжекторів та камери згоряння. Друга програма — тестування версій інжекторів двигуна. Компанія планувала провести повномасштабні випробування всього двигуна після 2016 року і повністю завершити його розробку у 2017 році.
До вересня 2015 року Blue Origin провела більш ніж 100 тестів багатьох елементів ВЕ-4, включаючи газогенератор та регенеративне охолодження камери згоряння з використанням багатьох інжекторів. Ці тести були проведені для підтвердження теоретично спрогнозованих процесів теплообміну та стабільності горіння, а дані були використані для вдосконалення дизайну двигуна. У 2015 році під час випробування силового блоку стався вибух на тестовому стенді. Після цього компанія побудувала ще два більших стенда для випробувань, що спроможні витримувати тягу у 2,2 МН.
У січні 2016 року компанія повідомила про намір провести повне випробування двигуна до кінця 2016 року Після відвідування фабрики в березні 2016 року журналіст Ерік Бергер зазначив, що «велика частина фабрики Blue Origin виділена під розробку ВЕ-4»..
У лютому 2016 року Повітряні сили США повідомили про контракт, який передбачає часткове фінансування проєкту ULA на суму до $202 млн з метою підтримки використання двигуна BE-4 на ракеті Вулкан.
Перший ВЕ-4 був повністю зібраний у березні 2017 року Тоді ж ULA повідомила, що вважає економічний ризик від впровадження нового двигуна відсутнім, а про позбавлення від технічного ризику можна буде говорити після завершення серії випробування роботи двигуна у грудні 2017 року. 13 травня 2017 року Blue Origin повідомила, що вийшов з ладу набір обладнання для силового блоку.
Перший робочий тест на 50 % тяги тривалістю 3 секунди провели в жовтні 2017 року.
30 червня 2023 року, згідно повідомлення CNBC, один із потужних ракетних двигунів BE-4 компанії Blue Origin зазнав серйозної несправності під час випробувань на своєму заводі в Західному Техасі (США), в результаті чого двигун вибухнув приблизно через 10 секунд після початку випробування. Вибух знищив двигун і сильно пошкодив інфраструктуру випробувального стенда, ніхто з персоналу не постраждав.

## Виготовлення двигунів
У липні 2017 року компанія заявила, що будуватиме новий об'єкт у Гантсвілл (Алабама), де і будуть виготовляти ВЕ-4. Раніше виробництво здійснювалося в Кенті (Вашингтон). Тестування ВЕ-4, а також відновлення його після польоту для подальшого використання, буде здійснюватися компанією на об'єкті під назвою «Exploration Park», що знаходиться у Флориді. У нього Blue Origin інвестувала $200 млн.